# John F. Hasey
John Freeman "Jack" Hasey, né le 3 novembre 1916 à Brockton (Massachusetts), décédé le 9 mai 2005, était capitaine de Légion étrangère dans l'armée française au cours de la Seconde Guerre mondiale puis officier de la CIA. Hasey est l'un des quatre américains (dont Dwight D. Eisenhower) qui furent nommés Compagnons de la Libération.

## Biographie
En 1936, Hasey se retrouve en France et poursuit ses études à la Sorbonne à Paris. Il devient ensuite commercial pour le bijoutier Cartier.
Lorsque la guerre soviéto-finlandaise éclate, en 1939, Hasey, comme de nombreux Américains, se porte volontaire. Il est détaché  dans une unité d'ambulanciers et participe à la campagne de Finlande, action pour laquelle il recevra la "Liberty cross" finlandaise dans les années 1950. Blessé en février 1940, il est rapatrié aux États-Unis. Regagnant l’Europe en juin, il rejoint la France pour reprendre son emploi chez Cartier, la bataille de France éclate. Il se porte alors volontaire pour rejoindre les Forces françaises libres, commandées par le général de Gaulle en Angleterre.
Affecté comme sous-lieutenant au service de santé de la France libre, il prend part à l’opération de Dakar en septembre, puis à la campagne du Gabon d’octobre à novembre 1940. Muté, sur sa demande, à la 13e demi-brigade de Légion étrangère en janvier 1941, il combat en Érythrée contre les forces italiennes.
Le 20 juin 1941, lors de la campagne de Syrie face aux troupes de Vichy, il est très grièvement blessé aux portes de Damas par six balles de mitrailleuse dont l’une lui emporte une partie du visage. Soigné à Jérusalem puis aux États-Unis à partir de janvier 1942, il y subit plusieurs opérations. Promu lieutenant en août 1941, John Hasey est le premier Américain fait Compagnon de la Libération par le général de Gaulle en avril 1942. Réformé par l’armée américaine, John Hasey rejoint à nouveau les Français libres et il est affecté, en octobre 1942, au bataillon des Antilles comme officier instructeur.
En août 1943, capitaine, il devient aide de camp du général Kœnig avec qui il restera au cours de son mandat de gouverneur militaire de Paris en août 1944.
En 1945, il est démobilisé avec le grade de capitaine de réserve et retrouve son emploi chez Cartier.
En 1950, il rejoint la CIA et sert dans 17 pays, jusqu'à sa retraite en 1974.
En 1957, il rencontre, en France Phoumi Nosavan, Chef d'état-major de l'Armée royale du Laos, venu étudier à l'École de guerre, ce dernier fondera ensuite le Comité pour la défense des intérêts nationaux (en) (ou CDIN) le 17 juin 1958, un mouvement d'extrême droite et anti-communiste, utilisé dans l'Opération Booster Shot soutenu par les États-Unis et dont le but est de maintenir les intérêts américains au Laos via le gouvernement monarchique du Royaume du Laos, contre le parti communiste laotien.
En 1996, le président français Jacques Chirac le promeut officier de la Légion d'honneur.

## Divers
Au cours de l'année 1942, il écrit avec Joseph F. Dinneen (en) un livre, "Yankee Fighter: The Story of an American in the Free French Foreign Legion" (Combattant Yankee : l'histoire d'un Américain au sein de la Légion étrangère française).

## Décorations
- Officier de la Légion d'honneur

- Compagnon de la Libération par décret du 18 avril 1942
- Croix de guerre 1939–1945 (4 citations)
- Insigne des blessés militaires